# Čelada Adrian
Čelada Adrian M15 (francosko Casque Adrian) je bila francoska vojaška čelada iz prve in druge svetovne vojne. Izdelana je bila leta 1915 kot odgovor na sodobna orožja, ki so med v rovih sicer relativno zavarovanimi vojaki prve svetovne vojne povzročala veliko smrtnih poškodb glave. Ime je dobila po generalu Augustu Luisu Adrianu, ki si je prizadeval za uvedbo zaščitne čelade v francoski vojski.
Čelada je bila izdelana iz navadnega jekla, težka pa je bila 0,76 kg, kar je manj od nemške čelade Stahlhelm. Zaradi svoje oblike je vojaka izredno dobro ščitila pred šrapneli, nekoliko slabše pa proti neposrednemu ognju iz strelnega orožja. Poleg tega jo je bilo izredno enostavno izdelati. Skozi prvo in drugo svetovno vojno so samo za francosko vojsko izdelali več kot tri milijone teh čelad, ki so jih poleg francoske vojske uporabljale še vojske Belgije, Grčije, Italije, Japonske, Luksemburga, Mehike, Maroka, Peruja, Poljske, Romunije, Rusije, Srbije, kraljevine SHS in Jugoslavije. Vsaka država je imela na čeladi svoj znak, kar se je v boju izkazalo kot slabost, saj je znak oslabil konstrukcijsko trdnost čelade. Zato so v mnogih državah iz čelad umaknili oznake. 
V francoski vojski so čelado uporabljali do konca druge svetovne vojne, francoska in še nekatere druge policije po svetu pa so jo uporabljale še do konca sedemdesetih let dvajsetega stoletja. Danes je čelada izredno iskana pri zbiralcih stare vojaške opreme.